# حسین فاطمی (روان‌پزشک)
حسین فاطمی روانپزشک و عصب‌شناس ایرانی-آمریکایی و استاد روانپزشکی در دانشگاه مینه‌سوتا است. او به دلیل پژوهش دربارهٔ اسکیزوفرنی و اختلالات خبقی و همچنین اثرات ریلین شناخته‌شده‌است.